# Vaimanika-shastra

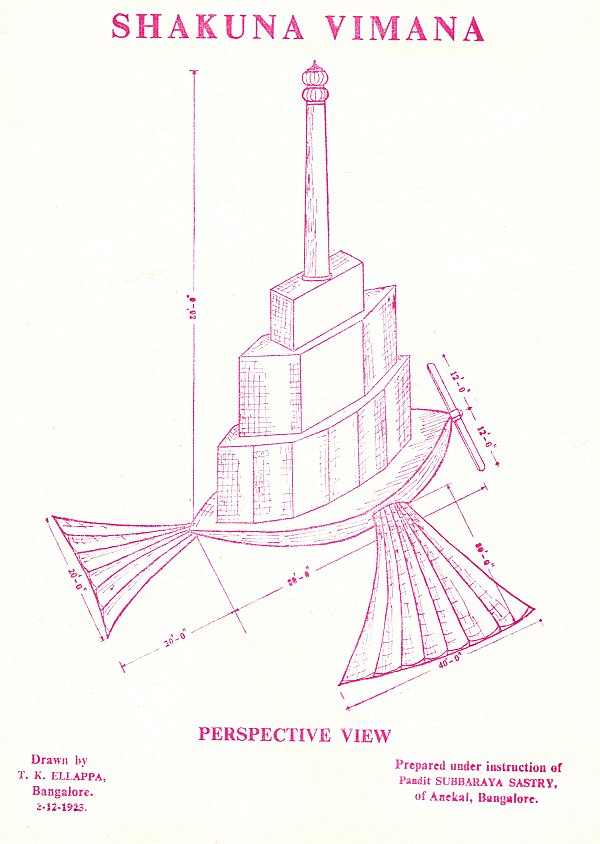
Una ilustración del shakuna vimana que se supone que volaría como un pájaro, con alas móviles y cola.

El Vaimanika-shastra (‘escritura acerca de naves volantes’) es un texto del místico Subbaraya Shastry (1866-1940), escrito entre 1919 y 1923 en idioma sánscrito. Trata acerca de la construcción de vimanas (los carros de los dioses, automóviles míticos aéreos en los textos épicos sánscritos).
Tiene 3000 ślokas (versículos) en ocho capítulos.
Shastry se lo adjudicaba al maharshi Bharadwash, probablemente para darle un origen antiguo y más autoritativo.
Tiene cierta notabilidad entre las hipótesis de los astronautas antiguos.
El nombre también se puede ver escrito Vimānika y Vymānika.

## Etimología
- vaimānikaśāstra, en el sistema AITS (alfabeto internacional para la transliteración del sánscrito).
- , en escritura devanagari del sánscrito.
- Pronunciación: /vaimaaníka shástra/.[3]
- Etimología: ‘escritura sobre aeronaves’, siendo vimana: trono, asiento, casa, palacio, etc. voladores; shastra: ‘escritura’.[3][4]

## El texto
El texto —que más bien parece un manual para batalla aérea (o las instrucciones de un videojuego)— declara que revela 32 secretos para pilotear un vimana, entre ellos:
- Gūdha: permite que el piloto haga que el vimana se vuelva invisible para sus enemigos.
- Paroksha: permite que el piloto paralice otros vimanas y los ponga fuera de acción.
- Pralaya: pone una fuerza [eléctrica] a través del «tubo aéreo de cinco miembros» para que el piloto pueda «destruir todo, como en un cataclismo».
- Tāra: provee al piloto de otro medio para evitar el contacto con el enemigo, o le permite ocultarse de observadores: «Con la fuerza etérea se mezclan 10 partes de fuerza de aire, 7 partes de fuerza de agua, y 16 partes de rayos de sol, y proyectándolos por medio del espejo con forma de estrella, a través del tubo frontal del vimana, se genera la apariencia de un cielo estrellado».
- Jalada rūpa: instruye al piloto acerca de las proporciones correctas de ciertos productos químicos que envuelven al vimana y le dan la apariencia de una nube.

- Los dibujos del shakuna vimana con forma de pájaro, muestra partes como un cilindro que parece un pistón y engranajes, que lo hacen completamente adecuado a las fantasías de principios del siglo XX.
- El sundar vimana está descrito en detalle, aunque no se explica ningún principio básico de operación o funcionamiento.
- El rukma vimana tiene largos tubos verticales, con ventiladores en la punta que chupan el aire desde arriba y lo envían a través de los conductos, generando un impulso vertical.
- El tripura vimana era para volar por el aire y rodar sobre la tierra. También puede retraer sus ruedas, para andar sobre agua. Se parece al helicóptero de la novela Robur el conquistador, del escritor francés Julio Verne, escrito cincuenta años antes que este texto sánscrito).

## Estructura y contenido
A diferencia de los tratados de aeronáutica, que siempre comienzan con un análisis de los principios físicos del vuelo antes de entrar en los detalles del diseño de aeronaves, el Vaimanika-shastra va directo a la descripción.
Los temas cubiertos incluyen la definición de un aeroplano, un piloto, rutas aéreas, alimento, ropas, metales, producción de metales, espejos (y su uso en las guerras), variedad de maquinaria e yantras [máquinas], aeroplanos mantrik, tantrik y kritak y cuatro aeroplanos llamados shakuna, sundara, rukma y tripura, que se describen en gran detalle.
Este extenso texto dice ser una cuarta parte de un texto mucho más complejo, el Yantra Sarvaswa
(‘todo sobre máquinas’), escrito por el rishi Bharadwaj y otros sabios «para beneficio de toda la humanidad».
En 1991, David Hatcher Childress reimprimió la porción en inglés y las ilustraciones del libro de Josyer Vimana Aircraft of Ancient India & Atlantis (naves vimanas en la India antigua y en la Atlántida) como parte de la serie Lost Science Series (ciencia perdida).
De acuerdo con Childress, los ocho capítulos tratan acerca de:
1. Los secretos para construir aeroplanos que no se pueden romper, cortar, incendiarse ni ser destruidos.
2. El secreto para inmovilizar aeroplanos.
3. El secreto para invisibilizar aeroplanos.
4. El secreto para oír conversaciones y otros sonidos en lugares enemigos.
5. El secreto para tomar fotografías del interior de aeronaves enemigas.
6. El secreto para descubrir la dirección desde dónde vienen las aeronaves enemigas.
7. El secreto para hacer que los pilotos de los aeroplanos enemigos se desmayen.
8. El secreto para destruir aeroplanos enemigos.

En su libro The propulsion of the vimanas according to Kanjilal (1985), Childress afirma (sin ninguna clase de pruebas) que los vimanas se propulsan por medio de «motores de vórtex de mercurio»,
un concepto que él considera idéntico a la propulsión eléctrica.
La única evidencia de Childress acerca de este tipo de motores es un texto con nombre sánscrito —el Samarangana sutradhara—, pero éste es un tratado de arquitectura del siglo XI.

## Fraude (hoax) en internet
Aproximadamente desde el año 2000, en internet se puede leer un fraude (bulo o hoax) en varios sitios (que se copian la información unos a otros) que «el Vaimanika-sastra es un texto del siglo IV a. C. escrito originalmente por el sabio Bharadwash basándose en textos aún más antiguos, se redescubrió en un templo en la India en 1875».

## Refutación
En 2005, J. B. Hare compiló una edición del libro de Josyer de 1973, en la sección ovni del sitio Internet Sacred Text Archive.
En la introducción, Hare escribe:

El Vymanika Shastra fue puesto por escrito por primera vez entre 1918 y 1923, y nadie está diciendo que venga de algún misterioso manuscrito antiguo. El hecho es que no hay ningún manuscrito antes de 1918, y que nadie esté sosteniendo que lo hay. Por lo tanto, hasta cierto punto no se trata de un engaño. Solo habría que creer que existe esto de la «escritura mediúmnica». [...] No hay una exposición de ninguna teoría del vuelo (excepto la antigravedad). Diciéndolo de manera sencilla: el Vymanika Shastra nunca explica directamente cómo hacen los vimanas para despegarse del suelo. El texto está lleno de largas listas de ingredientes extraños que se utilizarían para construir los varios subsistemas. [...] No hay nada que aquí que Julio Verne no podría haber soñado, ni se mencionan elementos exóticos o técnicas avanzadas de construcción. Las ilustraciones técnicas de 1923, basadas en el texto [...] son absurdamente antiaerodinámicas. Se ven más bien como brutales tortas de casamientos, con minaretes, enormes alas de ornitópteros y propulsores de mala muerte. En otras palabras, se ven como máquinas voladoras de fantasía típica de principios del siglo XX, con un toque hindú.

Un estudio de 1974 realizado por investigadores del Indian Institute of Science (Instituto Indio de Ciencias), de Bangalore descubrieron que las aeronaves más pesadas que el aire que describe el Vaimanika-shastra son aerodinámicamente inviables.
Los autores remarcaron que la discusión de los principios de vuelo en el texto es muy superficial e incorrecta.
El estudio concluyó:

Cualquier lector podría llegar a una conclusión obvia: que las aeronaves descritas son por lo menos pobres invenciones absurdas, más que expresiones de algo real. Ninguno de esos aeroplanos tienen propiedades o capacidades para volar; las geometrías son inimaginablemente horrendas desde el punto de vista del vuelo, y los principios de propulsión las hacen resisir en vez de asistir el vuelo. El texto y los gráficos no tienen relación unos con otros, ni siquiera desde el punto de vista temático. Los dibujos definitivamente apuntan a un conocimiento de maquinarias modernas. Esto se puede explicar con el hecho de que Sri Ellappa quien hizo los dibujos trabajaba en una facultad de ingeniería y por lo tanto era familiar con nombres técnicos y detalles de maquinaria. Por supuesto el texto mantiene un lenguaje y contenido que no permita deducir su naturaleza reciente. Se debe enfatizar que esto no implica que el texto posea en absoluto una naturaleza «oriental». Todo lo que se puede decir es que los dibujos están completamente fuera de discusión. Y el texto, tal como aparece, es incompleto y ambiguo, e incorrecto en muchos sitios.

## Historia de la composición del texto
La existencia del texto fue revelada en 1952 por G. R. Josyer, quien declaró que provenía de un tal Pandit Subbaraya Shastry (1866-1940), quien lo dictó ―supuestamente mediante la mediumnidad― entre 1919 y 1923.
Subbaraya Shastry (1866-1940) era un místico de Anekal (India), qun tenía fama de componer ślokas (versos en sánscrito) cuandoquiera que lo alcanzaba la inspiración. G. R. Josyer ―el divulgador del libro― describió a Shastry como «un diccionario caminante que tenía el don de la percepción oculta».
Según Subbaraya Shastry, en 1885 el astrólogo B. Suria Naráian Rao le había mencionado la existencia de un texto denominado Vaimanika-shastra.
En 1911, Suria-Naráian Rao publicó en su revista Bhowthika Kalaa Nidhi algunas citas del Vaimanika-shastra y de otros textos que Shastry le había transmitido mediúmnicamente en sánscrito.
Desde el 1 de agosto de 1918 y el 23 de agosto de 1923, Subbaraia Shastri compuso en sánscrito ―con su discípulo Sri Go Venkata-Chala Sharma― «23 libros de ejercicio», entre los cuales se encuentra el Vaimanika-shastra.
Afirmó que el texto era un resumen
del Iantra-sarvaswa (de Bharadwash, siglo IX a. C.),
del comentario Vaimanika-prakarana-vritti (de Bodhananda, siglo X d. C.) ―donde mencionó el Iantra-sarvaswa de Bharadwash―,
y de unos noventa textos desconocidos de la antigüedad ―como
el Amshu-bodhini,
el Kriia-sara,
el Loja-kalpa,
el Rajasia-lajiri,
el Valmiki-ganita,
el Iana-bindu―, compuestos por los sabios más reconocidos de la India ―como
Agastia,
Atri,
Galava,
Lala Acharia,
Sháunaka,
Valmiki y
Viswambara―.
El 3 de agosto de 1919, Shastri envió algunas copias impresas del Vaimanika-shastra a la Oriental Research Library (Biblioteca de Investigación Oriental, en Baroda).
y el 19 de agosto de 1919 al Oriental Research Institute (Instituto de Investigación Oriental, en Poona).
En 1923, Sri Subbaraia Shastri hizo que un estudiante y dibujante llamado T. K. Ellappa, de la escuela de ingeniería de Bangalore, realizara bajo su supervisión los dibujos de los vimanas que él había descrito en el Vaimanika-sastra.
Ese mismo año (1923), Shastri fue arrestado por la policía británica por su participación en el movimiento de no cooperación de Mahatma Gandhi.
En 1928 Shastri le envió una carta al majarás de Darbbanga solicitando la publicación del Vaimanika-shastra, pero no recibió respuesta.
En 1943, el Sarvadeshika Arya Pratinidhi Sabha, en Dayanand Bhavan (Nueva Delhi) publicó la primera edición (en sánscrito) del Vaimanika-shastra.
En 1944 se encontró otra copia manuscrita del Vaimanika-shastra en la biblioteca Rajakiya Sanskrit Library (en Baroda).
En 1952, G. R. Josyer ―fundador de la International Academy of Sanskrit Research― compró los «Libros de ejercicio» originales en sánscrito, en poder de Venkatarama Shastry (hija de Shastry).
Anunció la existencia del Vaimanika-shastra en una gacetilla de prensa de G. R. Josyer, quien en 1951 había fundado en Mysore su International Academy of Sanskrit Research (academia internacional de investigación del sánscrito).
Desde ese año (1952), Josyer publicará en revistas algunas traducciones de slokas (versos) del Vaimanika-shastra.
A principios de 1959, la Oriental Research Library (de Baroda) publicó el texto ―traducido al hindi por Swami Brahma-Muni Parivrayaka Gurukul Kangdi― con el nombre Brijad-vimana-shastra (‘gran shastra [escritura sagrada] sobre naves)
Esta versión es la que se considera el texto de referencia de los estudiosos, por su fidelidad al original en sánscrito y su adherencia a los cuadernos dictados por Shastri.
En 1973, G. R. Josyer publicó una traducción al inglés junto con el texto sánscrito, titulado Vymanika [sic, por Vaimanika] Shastra.
La edición inglesa de Josyer agregó ilustraciones de T. K. Ellappa, dibujante técnico de la facultad de ingeniería de Bangalore, bajo la dirección de Shastry, que no se había incluido en la edición de 1959.
En el prefacio de la edición de 1973, que contenía el texto completo en sánscrito con la traducción al inglés, Josyer citó la gacetilla de 1952 de su autoría, la cual —según él— «se publicó en todos los periódicos de la India y fue difundida por Reuter y otros servicios de noticias del mundo»:

Recientemente, el Sr. G. R. Josyer, director de la Academia Internacional de Investigación del Sánscrito (en Mysore), en el transcurso de una entrevista mostró algunos manuscritos muy antiguos que había recolectado la academia. Declaró que los manuscritos tenían varios miles de años de antigüedad, que habían sido escritos por los antiguos rishis, como Bharadwaja, Nārada y otros, y que no trataban del misticismo de la antigua filosofía hindú del ātmān o el Brahman, sino de cosas más mundanas vitales para la existencia del ser humano y el progreso de las naciones tanto en tiempos de guerra como de paz. [...] Un manuscrito trataba sobre aeronáutica, la construcción de varios tipos de naves para la aviación civil como para la guerra. [...] El Sr. Josyer mostró algunos tipos de dibujos de una aeronave como un helicóptero de carga (diseñado especialmente para cargar combustible y municiones), una aeronave de dos o tres pisos para cargar 400 o 500 personas. Él describió completamente cada uno de esos tipos.

Josyer entonces explicó que una tal «Srta. Jean Lyon, periodista de Toronto y Nueva York» lo había entrevistado, pero después en su libro Just Half a World Away (1954) Lyon había concluido que él era «culpable de un nacionalismo virulento, que trata de borrar todo desde los Vedas».
La investigación de Lyon consideró que la introducción de Josyer era «poco académica, bajo cualquier estándar», y dijo que «a las personas relacionadas con esta publicación son culpables de distorsionar u ocultar la verdadera historia de los manuscritos», quizá en un intento de «exaltar o glorificar cualquier cosa que puedan encontrar en nuestro pasado, incluso si no tiene evidencia válida».
Para analizar la proveniencia del manuscrito, Lyon entrevistó a las personas relacionadas con Subbaraya Shastry ―incluido Go Venkatachala Sharma, a quien Shastry le había dictado el texto―, y examinó el trasfondo lingüístico y tecnológico del texto, que la llevaron a concluir que el texto había sido escrito entre 1900 y 1922.

## Biografía del autor
El profesor H. S. Mukunda y su equipo del departamento de ingeniería del Instituto Indio de Ciencias (en Bangalore) analizaron al autor, Subbaraya Shastry (1866-1940).
Encontraron una «autobiografía» de Shastry, pero descubrieron que estaba muy inspirada en la biografía del científico indio Jagdish Chandra Bose (1858-1937).
La vida de Shastry estuvo signada por la miseria.
Nació en Hosur, perdió a sus padres y se hizo cargo de sus hermanos menores.
Las circunstancias los alejaron y una enfermedad prácticamente lo paralizó.
El hambre lo hizo trasladarse a Kolar, donde dijo que un gran santo le habría curado su enfermedad.
Este santo sería quien lo iniciaría en la espiritualidad y le enseñaría acerca de śāstras (escrituras sagradas hindúes) como el Vimana Shastra, el Bhautik Kala Nidhi y el Jala Tantra.
Shastry —que no tuvo estudio formal alguno— declara en su autobiografía que después de encontrarse con su gurú, supo hablar y escribir los idiomas telugu y kannada.
Shastry hizo varios viajes a Bombay y allí dictó en trance varias partes del Vaimanika-shastra.